# جيمي روجرز (موسيقي)
جيمي روجرز (بالإنجليزية: Jimmy Rogers)‏ هو موسيقي وعازف قيثارة أمريكي، ولد في 3 يونيو 1924 في رولفيل في الولايات المتحدة، وتوفي في 19 ديسمبر 1997 في شيكاغو في الولايات المتحدة بسبب سرطان القولون.

## وصلات خارجية
- جيمي روجرز على موقع ميوزك برينز (الإنجليزية)
- جيمي روجرز على موقع ديسكوغز (الإنجليزية)